# Coelioxys laudabilis
Coelioxys laudabilis là một loài Hymenoptera trong họ Megachilidae. Loài này được Holmberg mô tả khoa học năm 1888.